# Magellania flavescens
Magellania flavescens är en armfotingsart som först beskrevs av Jean-Baptiste Lamarck 1819.  Magellania flavescens ingår i släktet Magellania och familjen Terebratellidae. Inga underarter finns listade i Catalogue of Life.